# 肯亞護照
肯尼亚護照是肯尼亚簽發給其公民用於國外旅行的證件。

## 種類、格式與外觀

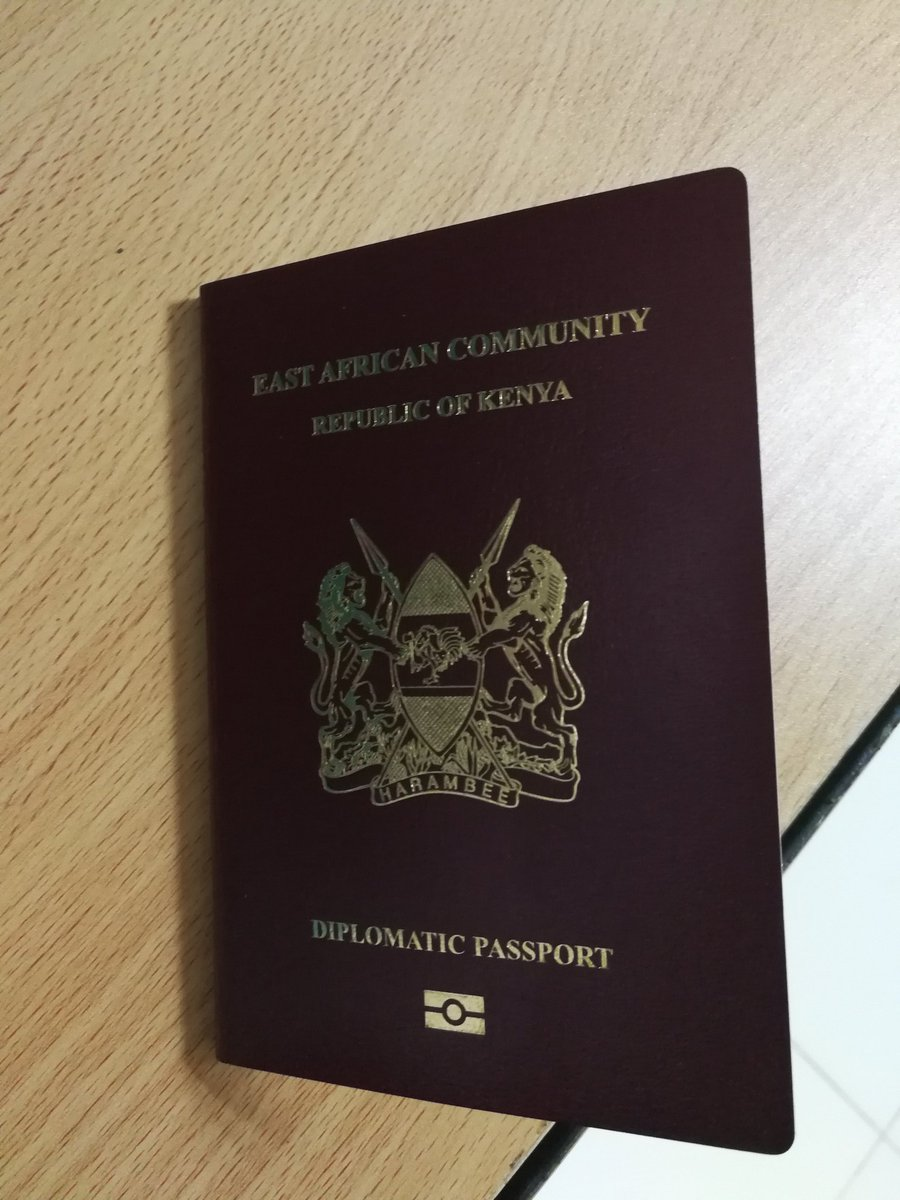
肯亞外交護照封面

### 外交護照
發給肯亞向海外派駐的外交官及其符合條件的隨從或家屬，以及居住地在肯亞國內、需以外交目的出國的肯亞公民。外交護照的有效期通常為10年。外交護照封面為栗色，自上而下分別印有英语（肯亞共和國）、肯尼亞國徽和（外交護照）。

### 普通護照
發給需要國際旅行的肯亞公民。普通護照封面為海軍藍色，自上而下分別印有英语（肯亞共和國）、肯尼亞國徽和（護照）。

## 簽證要求
根据2025年1月8日发布的亨利护照指数，肯尼亚护照可免签证、落地签证或电子签证入境74个国家和地区，位居世界第68。

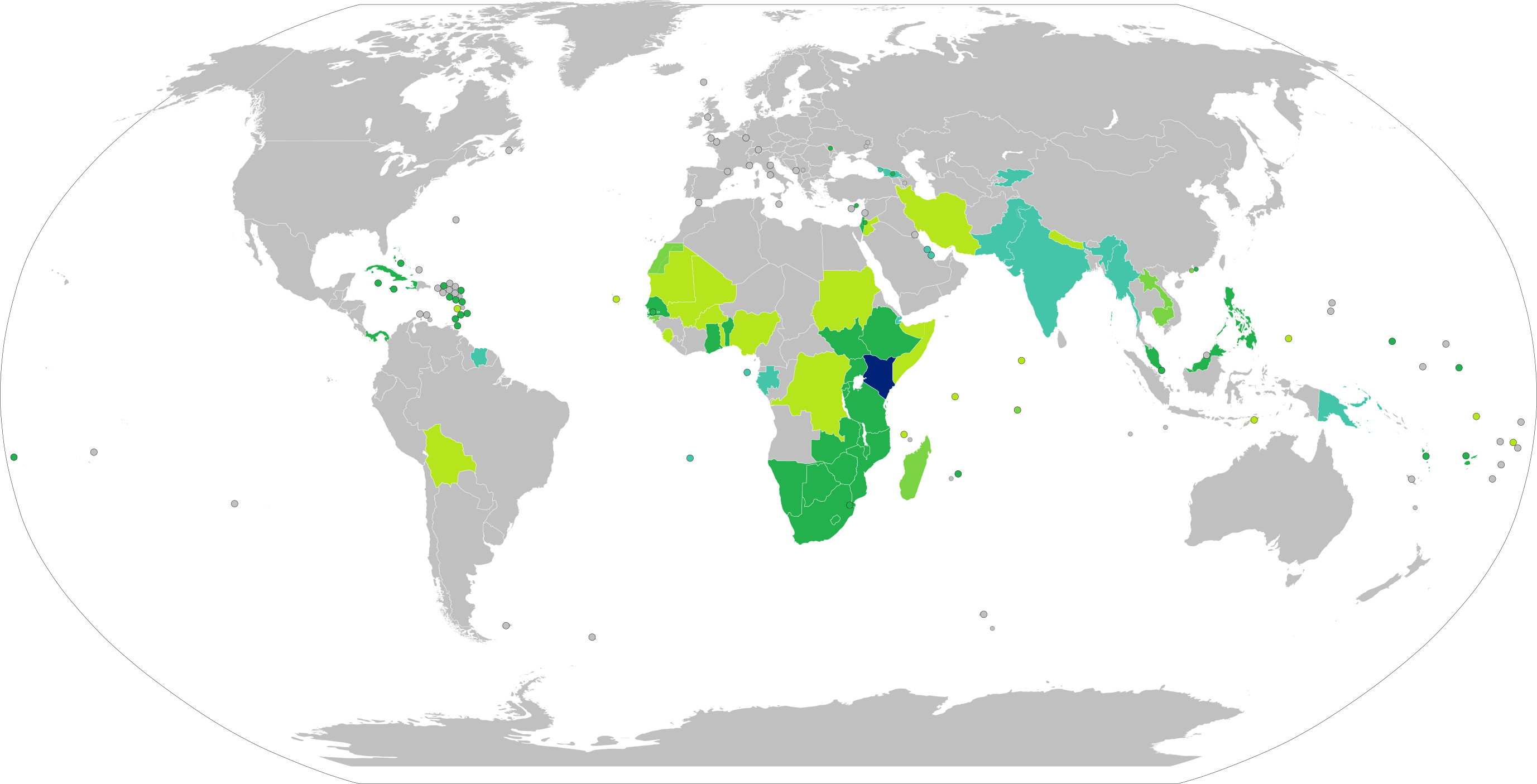
肯亞公民簽證要求